# Mar de Groenlandia
El mar de Groenlandia es la parte más septentrional del océano Atlántico Norte, inmediatamente al sur del océano Ártico. Está localizado entre la costa oriental de Groenlandia, las islas Svalbard, la isla de Jan Mayen e Islandia. Comprende aproximadamente 1 205 000 km² y su profundidad media es de unos 1450 m. El punto más profundo a 5600 m. ha sido encontrado en la fosa Molloy («Molloy Deep»), en el estrecho de Fram, entre el noreste de Groenlandia y las Svalbard.

## Geografía

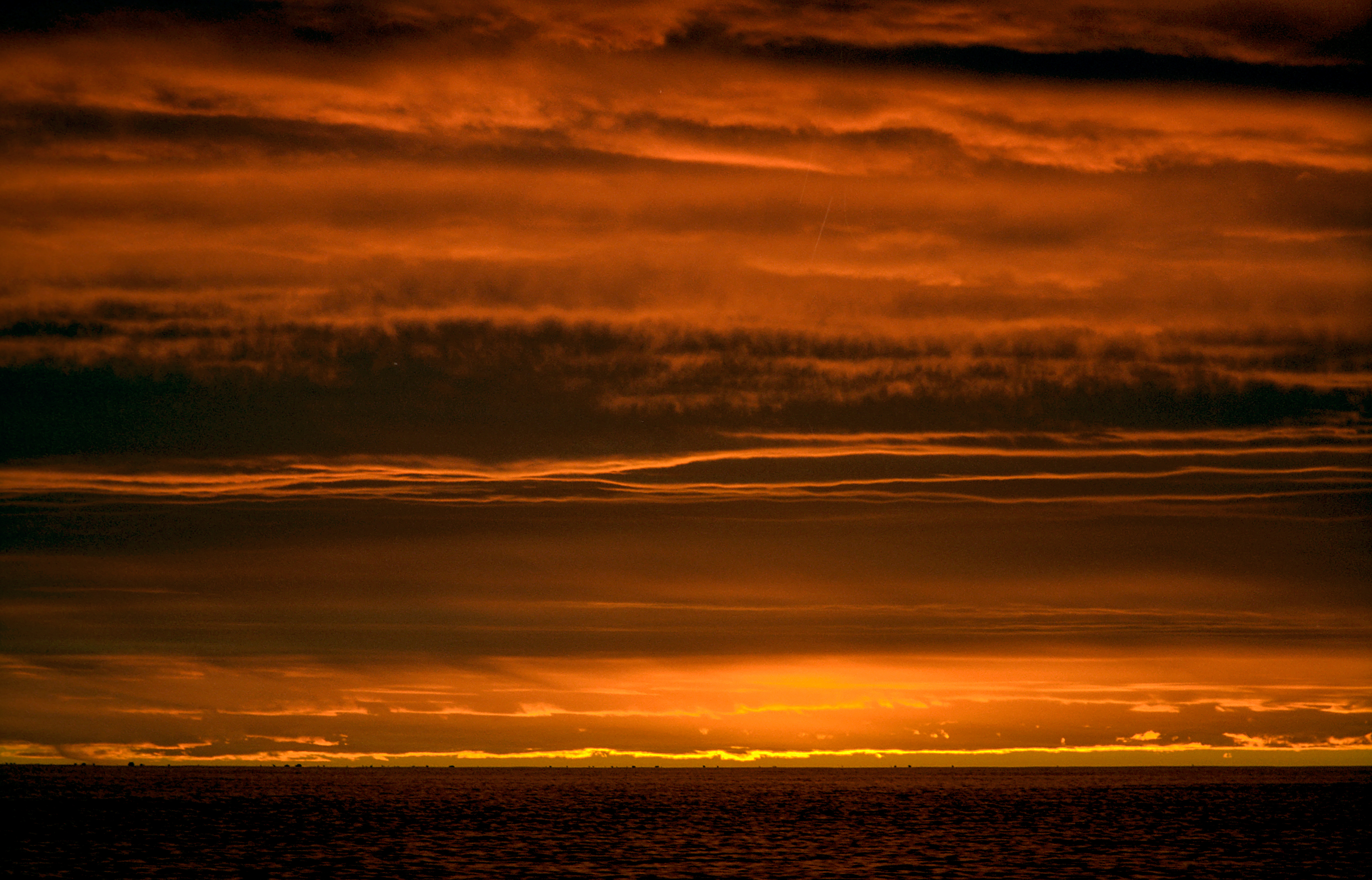
Atardecer en el mar de Groenlandia.

El mar de Groenlandia está limitado al oeste por la isla de Groenlandia, y al sur por el estrecho de Dinamarca e Islandia; al sureste, detrás de la isla Jan Mayen, se encuentra la vasta extensión del mar de Noruega, del que a veces el mar de Groenlandia se considera una extensión (con el nombre de mares nórdicos). A través del estrecho de Fram, al noreste, el mar está delimitado por el archipiélago de las islas Svalbard. 

## Hidrología, clima y hielo

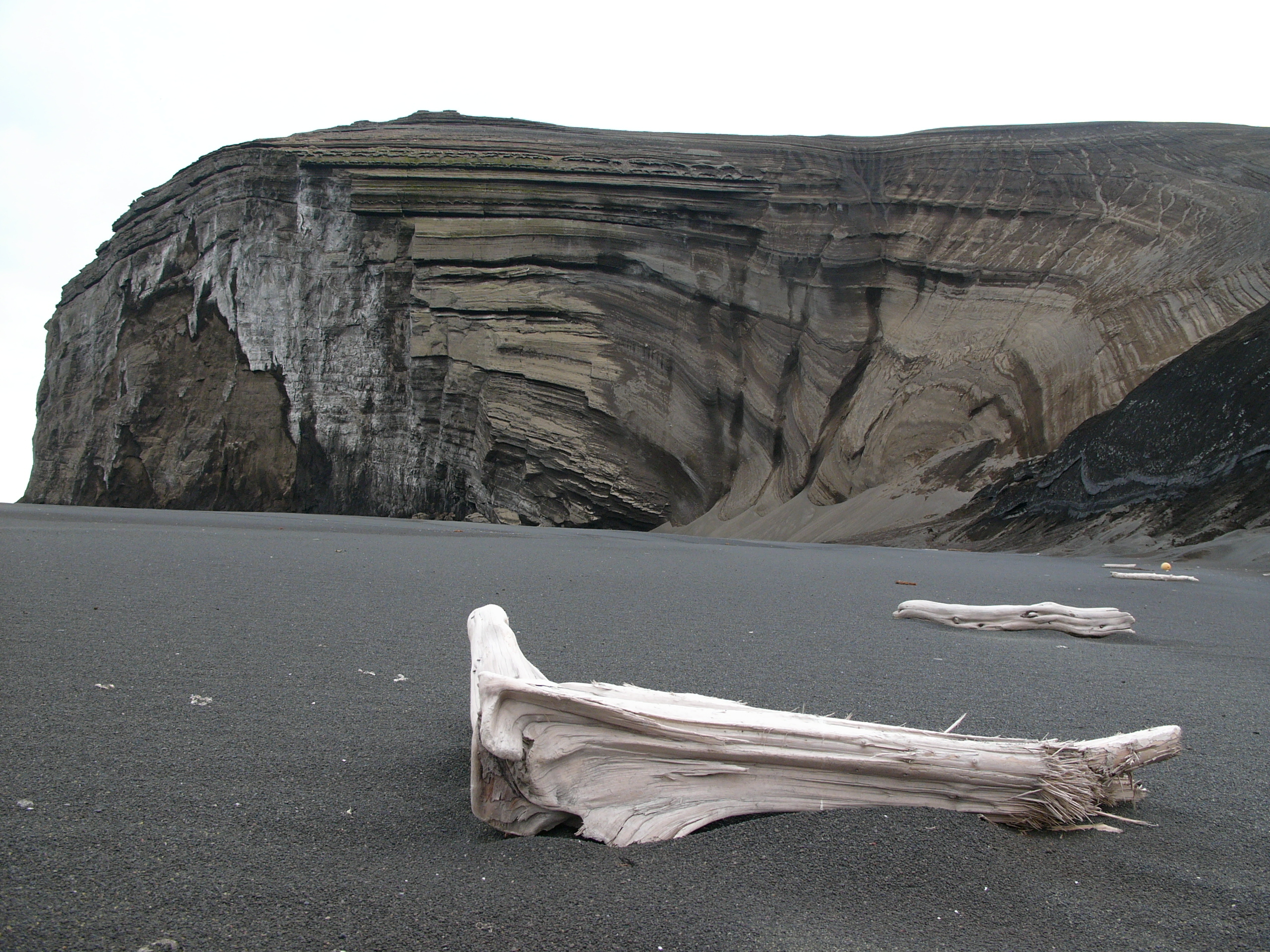
Una playa en la isla de Jan Mayen.

El clima es ártico y varía significativamente a lo largo de la vasta zona marítima.
Las temperaturas del aire fluctúan entre −49 grados Celsius (−56,2 °F) cerca de Spitsbergen en invierno y 25 grados Celsius (77,0 °F) frente a Groenlandia en verano. Las medias son de −10 grados Celsius (14,0 °F) en el sur y de −26 grados Celsius (−14,8 °F) en el norte en febrero, que es el mes más frío. Los valores correspondientes al mes más cálido, agosto, son de 5 grados Celsius (41,0 °F) en el sur y de 0 grados Celsius (32,0 °F) en el norte. El verano es muy corto: el número de días al año en que la temperatura supera los 0 grados Celsius (32,0 °F) varía entre 225 en el norte y 334 en el sur. Las precipitaciones anuales son 250 milímetros (10 plg) en el norte, pero 500 milímetros (20 plg) en el sur.
Los vientos del norte continúan durante todo el año, enfriando las aguas superficiales y trayendo hielo al sur. La temperatura media de las aguas superficiales es de aproximadamente −1 grados Celsius (30,2 °F) o inferior en el norte y de 1-2 grados Celsius (33,8-35,6 °F) en el sur; las temperaturas correspondientes del verano son de aproximadamente 0 y 6 grados Celsius (32,0 y 42,8 °F) respectivamente. Las temperaturas del agua del fondo son inferiores a −1 grados Celsius (30,2 °F). La salinidad del agua superficial es de 3,30-3,45 % en la parte oriental y de menos de 3,20 % en la parte occidental, aumentando a 3,49 % hacia el fondo. El agua es de color verde. Las mareas son semidiurnas con una altura media de 4,4 metros (4,8 yd). Junto con las corrientes de agua, rompen las capas de hielo flotantes y mezclan varias capas de agua tanto lateralmente como a lo largo de la profundidad.

### Corrientes oceánicas
Este brazo del océano Glacial Ártico es el principal conducto de sus aguas hacia el océano Atlántico. Las progresivamente frías aguas de la corriente del Atlántico Norte («North Atlantic Current») se hunden en el océano Ártico, retornando al sur en forma de corriente Groenlandia Este («East Greenland Current»), una parte importante del tren del Atlántico. Debido a la deriva de hielo del Ártico, la parte norte del mar de Groenlandia rara vez está abierta a la navegación.
Las aguas progresivamente más frías de la corriente del Atlántico Norte se hunden en el océano Ártico y regresan al sur en forma de la fría corriente de Groenlandia Oriental, una parte importante de la cinta transportadora del Atlántico, que fluye por la parte occidental del mar. Por la parte oriental fluye la cálida corriente de Spitsbergen, una parte de la corriente del Golfo. Las mezclas de hielo y de agua dulce con la corriente cálida y salada de Spitsbergen pueden experimentar cabbeling, lo que podría contribuir a la circulación termohalina. La combinación de estas corrientes crea un flujo de agua en sentido contrario a las agujas del reloj en la parte central del mar.
Debido a las frecuentes nieblas, vientos y corrientes, que transportan continuamente hielo e icebergs a través del mar de Groenlandia hacia el sur, el mar de Groenlandia tiene un estrecho margen para la navegación comercial: La temporada de hielo comienza en octubre y termina en agosto. Se distinguen tres tipos de hielo flotante: el hielo compacto ártico (de varios metros de grosor), el hielo marino (de aproximadamente un metro de grosor) y los icebergs de agua dulce.

## Fauna
El mar de Groenlandia está densamente habitado por las especies que se encuentran en la base de la cadena alimentaria oceánica. Grandes invertebrados, peces (como el bacalao, el arenque, la gallineta nórdica, el fletán, y la solla), aves y mamíferos (incluidas focas, morsas, ballenas y delfines) se alimentan de todos los pequeños invertebrados y pequeños organismos.

## Delimitación de la IHO
La máxima autoridad internacional en materia de delimitación de mares, la Organización Hidrográfica Internacional («International Hydrographic Organization, IHO), considera el mar de Groenlandia como un mar. En su publicación de referencia mundial, «Limits of oceans and seas» (Límites de océanos y mares, 3ª edición de 1953), le asigna el número de identificación 5 y lo define de la siguiente forma:

Al norte. 
Una línea que une el punto más septentrional de Spitzberg hasta el punto más septentrional de Groenlandia. 
Al este. 
La costa occidental de Spitzberg. 
Al sudeste. 
Una línea que une el punto más meridional de Spitzberg hasta el punto más septentrional de Jan Mayen, sigue abajo en la costa occidental de esta isla hasta su extremo meridional, y desde allí una línea hasta el extremo oriental de Gerpir (65°05'N, 13°30'O) en Islandia. 
Al suroeste. 
Una línea que une Straumness (el extremo NW de Islandia) hasta el cabo de Nansen (68°15'N, 29°30'W), en Groenlandia. 
Al oeste. 
Las costas oriental y nororiental de Groenlandia entre cabo Nansen y el punto más septentrional.
Limits of oceans and seas, pág. 6—7.

## Petróleo y gas
El Servicio Geológico de Estados Unidos ha calculado que al menos el 13 % de los depósitos de petróleo no descubiertos del mundo y el 30 % de las bolsas de gas no descubiertas se encuentran en el Ártico, y que el mar de Groenlandia alberga potencialmente grandes cantidades de gas natural y cantidades menores de condensados de gas natural y petróleo crudo. Esto ha llevado al Parlamento de Groenlandia a ofrecer un gran número de concesiones en alta mar para la potencial extracción de hidrocarburos (petróleo y gas). La mayoría de las concesiones están situadas en los mares del oeste de Groenlandia (principalmente el estrecho de Davis y la bahía de Baffin), pero hay también 19 concesiones en el mar de Groenlandia.
A finales de 2013, un total de tres consorcios obtuvieron los derechos de extracción de hidrocarburos en cuatro grandes zonas del mar de Groenlandia de la Oficina de Minerales y Petróleo de Groenlandia. Los consorcios están liderados por las empresas petroleras Statoil, Chevron Corporation y Eni, e incluyen otras empresas más pequeñas como Shell, British Petroleum, DONG Energy y Nunaoil. Desde entonces, se ha vendido una quinta concesión de hidrocarburos. Exxon Mobil, la mayor empresa petrolera del mundo y con mucha experiencia en el Ártico, también solicitó inicialmente derechos de extracción de petróleo en el mar de Groenlandia, pero se retiró en diciembre de 2013 por razones inexplicables, concentrando sus esfuerzos en el gas de esquisto y en el mercado estadounidense.
La perforación en busca de petróleo en aguas profundas en un entorno lleno de hielo en el Ártico es una nueva empresa potencial para la industria petrolera, y plantea muchos riesgos y peligros. Debido a estas dificultades, el Consejo de Ministros de Groenlandia espera que las primeras perforaciones exploratorias no tengan lugar hasta antes de mediados de la década de 2020. Calculan que un programa preliminar completo con estudios sísmicos, perforaciones exploratorias y medidas de seguridad adecuadas llevará unos 16 años y una inversión de unos US$500 millones en cada concesión.

## Historia
Aunque el mar se conoce desde hace milenios,[cita requerida] las primeras investigaciones científicas se llevaron a cabo en 1876-1878 como parte de la Expedición noruega al Atlántico Norte. Desde entonces, muchos países, principalmente Noruega, Islandia y Rusia, han enviado expediciones científicas a la zona. El complejo sistema de corrientes de agua del mar de Groenlandia fue descrito en 1909 por Fridtjof Nansen.
El mar de Groenlandia fue un popular coto de caza para la industria ballenera durante 300 años, hasta 1911, principalmente con base en Spitsbergen. En ese momento, la antigua y rica población de ballenas estaba tan agotada que la industria dejó de ser rentable. Desde entonces, las ballenas que quedan en el mar de Groenlandia están protegidas, pero las poblaciones no han dado muestras de una regeneración significativa. Desde finales de la década de 1990, los biólogos polares informan de un aumento de la población local de ballenas de Groenlandia y, en 2015, los científicos del Ártico descubrieron una sorprendente abundancia de ellas en una pequeña zona. Estos resultados pueden interpretarse como una primera señal de un inicio de recuperación de esta especie en particular, que en su día formó la mayor población de ballenas de Groenlandia del mundo, con una cifra estimada de 52 000 ballenas.
Los inuit cazaban ballenas a escala no industrial en el mar de Groenlandia desde el siglo XV, como demuestra la arqueología.
La primera travesía completa es de propulsión humana, es decir, a remo, del mar de Groenlandia fue lograda en 2017 por la expedición de remo Polar Row, liderada por Fiann Paul.

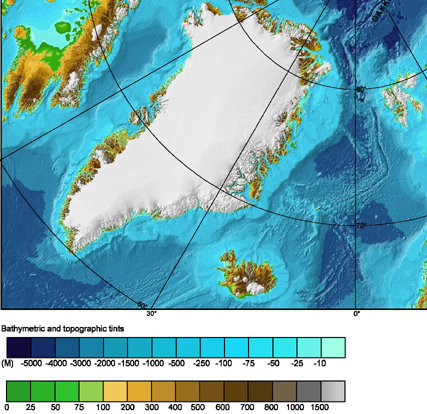
Topografía del mar de Groenlandia